# Dekompressionskrankheit
Als Dekompressionskrankheit oder Druckfallkrankheit werden verschiedene Störungen durch Verletzungen in Folge zu schneller Druckentlastung nach Einwirkung von Überdruck bezeichnet. Die Verletzungen treten vor allem bei Tauchunfällen auf (Dekompressionsunfall), weswegen die Krankheit auch als Taucherkrankheit oder Caissonkrankheit (vom französischen Wort für Senkkasten) bezeichnet wird. Die gemeinsame Ursache aller Dekompressionsunfälle ist die Bildung von Gasblasen im Körperinneren (Ebullismus).

## Begriffsbestimmung
Die Unterscheidung zwischen Dekompressionskrankheit (decompression illness, DCI) und Caissonkrankheit (decompression sickness, DCS) kommt in der deutschen Übersetzung der Begriffe „Illness“ und „Sickness“ kaum zum Ausdruck und wird auch nicht von allen Tauchmedizinern akzeptiert. Daneben wird in der Literatur DCI auch als Abkürzung für den Dekompressionsunfall (decompression incident, DCI) verwendet, der dann anhand der Entwicklung der Symptome weiter typisiert wird.
Im Englischen wird die häufigste Form der Dekompressionskrankheit als decompression sickness (DCS) oder als decompression illness (DCI) bezeichnet. In großen Höhen (Bergseetauchen) ist die Gefahr durch den geringeren Atmosphärendruck größer.
Um bei Astronauten die Gefahr einer Dekompressionskrankheit bei Weltraumausstiegen zu vermeiden, werden Astronauten vor dem Ausstieg durch eine Übernachtung bei vermindertem Druck an die Druckbedingungen angepasst.
Der Überbegriff Dekompressionskrankheit umfasst die Schädigungen infolge
- einer Gasblasenbildung durch überschüssiges Inertgas (meist Stickstoff, bei Spezialatemgasen auch Helium und Wasserstoff) = Caissonkrankheit oder Dekompressionskrankheit (DCS)
- und eines druckbedingten Einrisses zentraler Lungengefäße mit darauf folgenden gasembolischen Verschlüssen (arterielle Gasblasenembolie, AGE).

Die Bezeichnung Caissonkrankheit (Kastenkrankheit) kommt von den Senkkästen, die ab 1870 vermehrt zur Herstellung von Gründungen für Brückenpfeiler eingesetzt wurden. Im Gegensatz zu den bis dahin üblichen Taucherglocken ermöglichten diese eine wesentlich längere Arbeitszeit, die in der Folge zu einem sprunghaften Ansteigen der Fälle von Dekompressionskrankheit führte.

## Ursache
Nach dem Henry-Gesetz steht die Menge eines in Flüssigkeit gelösten Gases in direktem Verhältnis zum Partialdruck des Gases über der Flüssigkeit. Deshalb diffundiert bei einem Tauchgang auf z. B. 30 m Tiefe durch den erhöhten Partialdruck des Gases in der Atemluft entsprechend mehr Stickstoff durch die Alveolar- und Kapillarmembranen und löst sich im Blut (die Löslichkeit steigt mit dem Umgebungsdruck). Das stickstoffreichere Blut wird dann durch die Gefäße zu den verschiedenen Geweben im Körper transportiert, wo sich die Stickstoff-Konzentration ebenfalls entsprechend der Partialdruckverschiebung und der erhöhten Löslichkeit erhöht. Die verschiedenen Gewebe werden in Dekompressionsmodellen im Allgemeinen als Kompartimente bezeichnet.
Die Stickstoffanreicherung in den Geweben (Aufsättigung) wie auch die spätere Abgabe des Stickstoffs beim Auftauchen (Entsättigung) geschieht abhängig von der Durchblutung der Gewebe mit unterschiedlicher Geschwindigkeit. Das stark durchblutete Gehirn ist ein „schnelles“ Gewebe, die weniger durchbluteten Gelenke und Knochen sind „langsame“ Gewebe. Als Halbwertszeit wird bei diesem Vorgang die Zeitspanne bezeichnet, bis die Hälfte der Aufsättigung beziehungsweise der Entsättigung erreicht ist. Während des Aufstieges entsättigen sich die Gewebe vor allem vom Stickstoff, der über das Blut zur Lunge transportiert und dort abgeatmet wird.
Bei einem zu schnellen Aufstieg an die Wasseroberfläche unter Missachtung der Dekompressionsregeln sinkt der Außendruck zu rasch ab. Die nicht hinreichend entsättigten Flüssigkeiten von Blut und Gewebe weisen dann eine Gasübersättigung auf. Da die Gase nicht mehr vollständig in Lösung sind, bilden sich Blasen. Dies ist vergleichbar dem Aufschäumen beim Öffnen einer Sprudelflasche.
Die entstehenden Gasblasen können im Gewebe durch Druck zu mechanischen Verletzungen führen. In Blutgefäßen kann es zu einer Gasembolie kommen, womit die Blutversorgung lokal unterbrochen wird.

## Erste Hilfe, lebensrettende Sofortmaßnahmen und Therapie
- Alarmierung geeigneter Rettungsmittel (Taucharzt, Rettungsdienst)
- Wenn möglich, Gabe von reinem Sauerstoff[8]
- Bei Bewusstlosigkeit: Stabile Seitenlage und ständige Kontrolle der Atmungs- und Kreislaufparameter
- Bei Atemstillstand und/oder Kreislaufstillstand: Herz-Lungen-Wiederbelebung
- Wärmeerhaltung (Rettungsdecke)
- Wenn Patient bewusstseinsklar:
  - Rückenlage, ggf. Seitenlage (keine Schocklage, da dies die intrakranielle Druckerhöhung (Hirndruck) begünstigt)
  - 500 bis 1000 ml Flüssigkeitszufuhr (ggf. Infusionstherapie mit kristallinen und kolloidalen Lösungen)[9]
- Sicherstellung des Tauchcomputers und der restlichen Tauchausrüstung
- Druckkammerbehandlung mit hyperbarem Sauerstoff (Hyperbare Oxygenierung)[6][10] (schnellstmögliche „Rekompression“ in einer Überdruckkrankenkammer[11])

Eine Zusammenfassung über die initiale Notfallversorgung zeigt die Österreichische Wasserrettung in ihrem Tauchunfallmerkblatt.

## Vorbeugung und Risikofaktoren
Bei allen Tauchgängen sind die Aufstiegsgeschwindigkeiten sowie die Dekompressionsregeln zu beachten. In den Fällen, in denen es trotz Einhaltung dieser Regeln zu akuten DCI-Symptomen kam, lag meist einer oder mehrere der folgenden Risikofaktoren vor:
- Akute Infekte der oberen Luftwege (Erkältung oder allergisches Asthma)
- Tabakgenuss
- Dehydratation (z. B. durch akute Durchfallerkrankungen oder unzureichende Flüssigkeitsaufnahme)
- Fieber
- Alkoholgenuss[13][14]
- Persistierendes Foramen ovale (PFO) – eine häufig vorkommende, aber oft unbemerkte Herzkrankheit (Vorkommen bei ca. 10–20 % der Menschen).[15]
- Zuckerkrankheit
- höheres Alter[2][13]
- Adipositas[2][13][16]
- Stress
- Müdigkeit
- Muskelkater
- Bluthochdruck (Hypertonie)
- Unterkühlung (Hypothermie, z. B. wegen einer unzureichenden Wärmedämmung durch den Tauchanzug).[17]

## Typisierung

### Dekompressionskrankheit Typ I
Bei einer Dekompressionskrankheit vom Typ I lagern sich die Blasen in der Haut, der Muskulatur, den Knochen oder den Gelenken an. Sie verursachen dort Juckreiz, Druckempfindlichkeit der Muskeln, Gelenkschmerzen und Bewegungseinschränkungen. Diese Symptome treten in 70 % der Fälle innerhalb der ersten Stunde nach dem Tauchgang auf, teilweise wurden aber auch noch Symptome 24 h nach dem Tauchgang beschrieben.
Am häufigsten treten blaurote Verfärbungen der Haut mit leichten Schwellungen auf, die bei starkem Juckreiz auch „Taucherflöhe“ genannt werden. Durch Mikroblasen werden Verschlüsse von Kapillaren und Lymphgefäßen verursacht, die zu vermehrter  Flüssigkeitsansammlung im Gewebe führen, einem lokalen Ödem.
In der Muskulatur verursachen die Blasen erhöhte Druckempfindlichkeit und ziehende Schmerzen. Dies hält einige Stunden an und ähnelt anschließend einem Muskelkater. Auch Gelenke, Knochen und Bänder können schmerzen und Einschränkungen der Beweglichkeit auftreten. Am häufigsten treten diese in den Kniegelenken auf, seltener an Ellbogengelenk und Schulter. Die Bezeichnung „Bends“ (von englisch bend ‚beugen‘) für diese Symptome kommt von der gebückten Haltung der unter dieser Berufskrankheit leidenden Caissonarbeiter.
Sofort nach dem Auftreten sollte reiner Sauerstoff verabreicht werden. Die Beschwerden verschwinden in der Regel auch ohne Druckkammerbehandlung rasch. Da die DCS I oft der Vorläufer der gefährlichen DCS II ist, ist jedoch auch bei Abklingen der Beschwerden eine Druckkammerbehandlung empfehlenswert.

### Dekompressionskrankheit Typ II
Bei einer Dekompressionskrankheit vom Typ II manifestieren sich Blasen im Innenohr, dem Gehirn oder dem Rückenmark. Verschlüsse der Blutgefäße durch Gasblasen (Aeroembolismus) werden ebenfalls hier eingeordnet.
Zentrale Gasembolien verursachen unmittelbar eine Bewusstseinstrübung, bisweilen auch Bewusstlosigkeit und Atemlähmung, wenn wichtige Gehirnbezirke ausfallen. Manchmal hat der Taucher zunächst eine Bewusstseinseintrübung, die erst später in eine vollständige Bewusstlosigkeit übergeht. Ebenso können Halbseitenlähmungen und isolierte Ausfälle der Extremitäten auftreten.
Embolische Verschlüsse von Rückenmarksgefäßen können beidseitige Lähmungen und  Empfindungsstörungen sowie, bei sakralen Segmenten, auch Harn- bzw. Mastdarmstörungen verursachen. Die nach zentralen Embolien auftretenden Symptome steigern sich oft von Missempfindungen bis hin zur vollständigen Lähmung zwei Stunden später.
Innenohrembolien verursachen Brechreiz, Übelkeit, Ohrgeräusche und Schwindel bis hin zum Verlust des Lagesinnes.
Eine Differenzierung zwischen DCS II und AGE (arterielle Gasembolie) ist dem Ersthelfer kaum möglich (AGE tritt unmittelbar auf). Die fehlende Unterscheidbarkeit ist aber aufgrund gleicher Erste-Hilfe-Maßnahmen zunächst nicht wesentlich.

### Dekompressionskrankheit Typ III
Langzeitschäden bei Tauchern werden unter Typ III zusammengefasst.
Als Berufskrankheit anerkannt sind bisher die aseptische Knochennekrose (AON), Hörschädigungen, Netzhautschäden sowie neurologische Folgeschäden nicht behobener DCS Typ II.
Ursache der Skeletterkrankungen und Gelenkveränderungen sind durch die langfristige Aufsättigung dieser Gewebe begründet. Hier reichen die Tauchpausen nicht aus, um diese langsamen Gewebe vollständig entsättigen zu können. Ebenfalls stehen Mikroblasen in Verdacht, die bei Berufstauchern in der Zeit zwischen Auftauchen und Aufsuchen der Dekompressionskammer entstehen. Diese Blasen bleiben durch die Rekompression „stumm“, führen aber möglicherweise zu Langzeitschäden.
Es sind aber auch Schäden dieser Art bei einmaliger, aber sehr langer Druckexposition berichtet worden (U-Boot-Fahrer eines 1931 gesunkenen U-Bootes, die vor ihrer Rettung sehr lange unter Druck (36,5 m) standen und bei denen 12 Jahre später AON festgestellt wurde).

### Lungenüberdruckunfall AGE (arterielle Gasembolie)
Bei einem zentralen Lungenriss gewinnt die Alveolarluft durch die Verletzung des blutreichen Gewebes der Lunge Zugang zum Gefäßsystem. Es kommt zum Übertritt der Atmungsluft in die Lungenvenen. Die Luftblasen rufen dann nach Passage durch die linke Herzkammer embolische Verschlüsse in den Endarterien des Rückenmarks, des Gehirns oder auch der Herzkranzgefäße hervor. Symptome ansonsten wie bei DCS II.

## Geschichte der Dekompressionsforschung
Bereits 1670 hatte Robert Boyle festgestellt, dass sich Gase unter Druck in Flüssigkeiten lösen und es bei plötzlicher Druckentlastung zu Gasblasen in der Flüssigkeit kommt. Dies führte den deutschen Felix Hoppe-Seyler 1857 dazu, seine Theorie der Gasblasenembolie als Ursache der Dekompressionskrankheiten aufzustellen, und 1869 veröffentlichte Leroy de Mericourt eine medizinische Abhandlung hierzu (Vom physiologischen Standpunkt her betrachtet ist der Taucher eine Flasche mit Sodawasser). Zwar erkannte schon Mericourt den Zusammenhang zwischen Tauchtiefe, Tauchzeit und Geschwindigkeit des Aufstieges, allerdings wurde dies nicht in handhabbare Praxisanweisungen für die Allgemeinheit der Taucher umgesetzt.
Die ersten systematischen Untersuchungen hierzu wurden vom Pariser Physiologieprofessor Paul Bert durchgeführt. In seinem 1878 erschienenen Buch wird das Zusammenwirken von Druck, Zeit und Luft dargestellt. Bert war auch der erste, der sich mit den Auswirkungen der verschiedenen Gase auf den Taucher befasste und neben der Rolle des Stickstoffs bei der Dekompressionskrankheit auch die gefährliche Rolle von reinem Sauerstoff unter Druck beschrieb. Bert beschrieb eine Dekompressionszeit von 20 Minuten pro Bar Druckentlastung.
Diese Empfehlungen bildeten für zirka 30 Jahre die Grundlage für Taucherarbeiten (die erste deutschsprachige Dissertation zur Druckluftlähmung erschien 1889). Im Jahr 1905 untersuchte dann John Scott Haldane die Auswirkungen der schlechten Luft in Abwasserkanälen, Eisenbahntunneln und Kohlegruben auf den menschlichen Organismus. Im Zuge seiner Forschungen entdeckte er, dass die Atmung ausschließlich vom Druck des CO2 auf das Atemzentrum abhängt. Er schlug nunmehr der britischen Admiralität vor, eine Studienkommission zur wissenschaftlichen Erforschung des Tauchens einzusetzen, um über die Druckgas-Forschung zu sicheren Arbeitsmethoden für Taucher zu kommen.
Haldane setzte als erstes Ziegen in einer Druckkammer dem einer Tauchtiefe von etwa 60 m aus. Dabei stellte er fest, dass magere Ziegen weniger anfällig für die Dekompressionskrankheit als fette waren. Dies führte ihn zu der Theorie der unterschiedlichen Gewebeklassen, welche unterschiedlich schnell auf- und absättigen. Grundannahme von Haldane war, dass die Geschwindigkeit ausschließlich vom Durchblutungsgrad der Gewebe abhängt. Auf Basis dieses vereinfachten Modelles des menschlichen Körpers berechnete Haldane seine Dekompressionstabellen, die er 1907 erstmals veröffentlichte. Die Tabellen von Haldane gingen – aufgrund eindeutiger Vorgaben der Auftraggeber (britische Marine) – nur bis 58 m.
Dieses Modell war wiederum für zirka 25 Jahre die Grundlage aller Forschungen. Ab 1935 erkannte man, dass dieses Modell nur für einen sehr eingeschränkten Tiefen-Zeitbereich gilt und forschte an möglichen Verfeinerungen (konstante Übersättigungsfaktoren durch Hawkins, Schilling und Hansen 1935, variable Übersättigungsfaktoren durch Duyer 1976, Theorie der stillen Blasen durch Hills 1971).
Nach 1945 haben die Tabellen der US Navy (1958) die weiteste Verbreitung gefunden. Diese benutzen sechs Gewebeklassen mit variablen Übersättigungsfaktoren für jede Dekompressionsstufe.
1980 erkannte Albert Bühlmann, dass das Modell der parallelen Sättigung nicht mehr haltbar ist, da ja die Gewebe den Stickstoff nur an die umgebenden Gewebe abgeben können. Daraus entwickelte er ein Modell mit 16 Gewebeklassen (ZH-L16), welches aus linearen Differentialgleichungen 3. Ordnung besteht. Neuere Dekompressionstabellen (z. B. Deko 2000) basieren darauf, jedoch hat die Dekompressionstabelle im Zeitalter der Tauchcomputer an Bedeutung verloren. Dies auch deshalb, weil Dekompressionstabellen Sammlungen von rechteckigen Tauchprofilen sind, die für Sporttaucher irrelevant sind, weil bei nahezu allen Tauchgängen keine Rechteckprofile getaucht werden, sondern sukzessive aufgetaucht und  dabei oft noch einige Minuten im flacheren Wasser getaucht wird. Dabei entstehen treppenförmige Tauchgangprofile, die mit keiner Tabelle abgedeckt werden können, jedoch mit mitrechnenden Tauchcomputern.
Dieser klassische Ansatz von Bühlmann (Diffusionsmodelle) zeigt aber nach neueren Erkenntnissen, die vor allem hunderttausende von Tauchgängen mit Tauchcomputern zu Tage förderten, auch Schwächen, beispielsweise hinsichtlich der Mikrogasblasenbildung. Daher versuchte sich Bühlmann in Zusammenarbeit mit dem Physiker Max Hahn, sowie verschiedenen Tauchmedizinern und -physiologen an einem alternativen Ansatz mit den sogenannten Blasenmodellen. 1989 wurden erstmals diese Erkenntnisse in den Tauchcomputern DC11 und DC12 von Scubapro angewendet.  Nach dem RGBM von Bruce R. Wienke werden sogenannte deep stops favorisiert, von denen schon seit langem postuliert wird, dass sie die Blasenbildung im venösen Blut vermindern können. Die Idee der deep stops ist nicht neu. Sie besagt, dass bereits auf größerer Tiefe kurze Stopps eingelegt werden sollten, um die Entstehung von kleineren Bläschen wirksam zu verhindern.
Weder das Bühlmann-, noch das VP-Modell von D. E. Younts oder das RGB-Modell bieten eine absolute Sicherheit gegenüber Symptomen der Dekompressionskrankheit, da alle Modelle nur empirischer Natur sind und von einer deutlichen Vereinfachung der komplexen Abläufe der Auf- und Entsättigung im Körper ausgehen. Insbesondere die neueren Modelle bedürfen einer weitergehenden Validierung durch medizinische Untersuchungen. Eine Möglichkeit sind Untersuchungen zum Nachweis von Mikrogasblasen im venösen und arteriellen Blutkreislauf durch Doppleruntersuchungen, wie sie 2015 vom DAN im Rahmen von größeren Studien praktiziert wurden.